# Мрзович
45°19′ пн. ш. 18°35′ сх. д. / 45.32° пн. ш. 18.59° сх. д.
Мрзович (хорв. Mrzović) — населений пункт у Хорватії, в Осієцько-Баранській жупанії у складі громади Семельці.

## Населення
Населення за даними перепису 2011 року становило 603 осіб.
Динаміка чисельності населення поселення:

## Клімат
Середня річна температура становить 11,05 °C, середня максимальна – 25,31 °C, а середня мінімальна – -6,02 °C. Середня річна кількість опадів – 695 мм.
| Клімат поселення                              | Клімат поселення | Клімат поселення | Клімат поселення | Клімат поселення | Клімат поселення | Клімат поселення | Клімат поселення | Клімат поселення | Клімат поселення | Клімат поселення | Клімат поселення | Клімат поселення | Клімат поселення |
| Показник                                      | Січ.             | Лют.             | Бер.             | Квіт.            | Трав.            | Черв.            | Лип.             | Серп.            | Вер.             | Жовт.            | Лист.            | Груд.            |                  |
| Середній максимум, °C                         | 5,70             | 7,87             | 12,52            | 17,10            | 22,22            | 25,31            | 25,26            | 25,01            | 21,01            | 15,48            | 9,50             | 5,50             |                  |
| Середня температура, °C                       | −0,2             | 2,00             | 6,69             | 11,22            | 16,36            | 19,44            | 21,12            | 20,90            | 16,90            | 11,37            | 5,40             | 1,40             |                  |
| Середній мінімум, °C                          | −6,02            | −3,84            | 0,80             | 5,39             | 10,50            | 13,60            | 17,02            | 16,78            | 12,79            | 7,24             | 1,26             | −2,71            |                  |
| Норма опадів, мм                              | 45               | 41               | 43               | 53               | 63               | 88               | 67               | 64               | 52               | 59               | 66               | 54               |                  |
| Середньомісячна швидкість вітру, м/с          | 2.20             | 2.40             | 2.70             | 2.60             | 2.30             | 2.11             | 2.10             | 1.91             | 1.90             | 2.04             | 2.16             | 2.20             |                  |
| Середньомісячна сонячна радіація, кДж/м²·день | 4307             | 7000             | 10993            | 15504            | 19340            | 21430            | 22339            | 20324            | 15031            | 9463             | 4876             | 3595             |                  |
| --------------------------------------------- | ---------------- | ---------------- | ---------------- | ---------------- | ---------------- | ---------------- | ---------------- | ---------------- | ---------------- | ---------------- | ---------------- | ---------------- | ---------------- |
| Джерело:                                      |                  |                  |                  |                  |                  |                  |                  |                  |                  |                  |                  |                  |                  |